# Tatjana Ledowska
Tatjana Michajłowna Ledowska (ros. Татьяна Михайловна Ледовская; ur. 21 maja 1966 w Szczokinie) – lekkoatletka ZSRR, płotkarka i sprinterka. Po 1992 reprezentantka Białorusi.
Mistrzyni (sztafeta 4 × 400 metrów) i wicemistrzyni (bieg na 400 metrów przez płotki) olimpijska z Seulu (1988). Dwukrotna mistrzyni świata z Tokio (1991 – 400 m przez płptki i 4 × 400 m. Złota (400 m przez płotki) i srebrna (4 × 400 m) medalistka mistrzostw Europy w Splicie (1990). Rekordzistka świata w sztafecie 4 × 400 m (3:15,17 w 1988).

## Igrzyska olimpijskie
| Miejsce | Dzień          | Rok  | Miejscowość | Konkurencja                | Czas biegu  | Strata   | Zwycięzca            |
| ------- | -------------- | ---- | ----------- | -------------------------- | ----------- | -------- | -------------------- |
| srebro  | 28 września    | 1988 | Seul        | bieg na 400 m przez płotki | 53,18 s     | + 0,01 s | Debbie Flintoff-King |
| złoto   | 1 października | 1988 | Seul        | sztafeta 4 × 400 m         | 3:15,17 mim | –        | –                    |
| 4.      | 5 sierpnia     | 1992 | Barcelona   | bieg na 400 m przez płotki | 54,31 s     | + 1,08 s | Sally Gunnell        |
| 13.     | 29 lipca       | 1996 | Atlanta     | bieg na 400 m przez płotki | 54,99 s     | –        | Deon Hemmings        |

## Mistrzostwa świata
| Miejsce | Dzień       | Rok  | Miejscowość | Konkurencja                | Czas biegu  | Strata | Zwycięzca      |
| ------- | ----------- | ---- | ----------- | -------------------------- | ----------- | ------ | -------------- |
| złoto   | 29 sierpnia | 1991 | Tokio       | bieg na 400 m przez płotki | 53,11 s     | –      | –              |
| złoto   | 1 września  | 1991 | Tokio       | sztafeta 4 × 400 m         | 3:18,43 min | –      | –              |
| 10.     | 17 sierpnia | 1993 | Stuttgart   | bieg na 400 m przez płotki | 54,60 s     | –      | Sally Gunnell  |
| DQ.     | 9 sierpnia  | 1995 | Göteborg    | bieg na 400 m przez płotki | –           | –      | Kim Batten     |
| 22.     | 5 sierpnia  | 1997 | Ateny       | bieg na 400 m przez płotki | 56,88 s     | –      | Nezha Bidouane |

## Mistrzostwa Europy
| Miejsce | Dzień       | Rok  | Miejscowość | Konkurencja                | Czas biegu  | Strata   | Zwycięzca |
| ------- | ----------- | ---- | ----------- | -------------------------- | ----------- | -------- | --------- |
| złoto   | 31 sierpnia | 1990 | Split       | bieg na 400 m przez płotki | 53,62 s     | –        | –         |
| srebro  | 1 września  | 1990 | Split       | sztafeta 4 × 400 m         | 3:23,34 min | + 2,32 s | NRD       |